# Olmeca reflexa
Olmeca reflexa är en gräsart som beskrevs av Thomas Robert Soderstrom. Olmeca reflexa ingår i släktet Olmeca och familjen gräs. Inga underarter finns listade i Catalogue of Life.